# دانتي أليغييري (سفينة حربية)

(دانتي أليغيري): هي سفينة حربية إيطالية أطلقت عام 1910,خدمت مع سفينة ريجيا مارينا أثناء الحرب العالمية الأولى. اشتهرت بكونها أول سفينة حربية في العالم لديها التسلح الرئيسي في الأبراج الثلاثية ،  مع اثني عشر مدفع عيار 305 ملم في أربعة أبراج مدرعة.

## شعار
شعار السفينة مع الروح التي تفوز في كل معركة, مأخوذ من الآية الثلاثة و خمسين من الأغنية الرابعة و عشرون من الجحيم ؛  دانتي ، بعد أن اجتيازه من الحفرة السادسة إلى السابعة ، منهك فيرجيل شجعه وحرضه بهذه الكلمات: «وبالتالي ارفعه! اربح الكأس مع الروح التي تكسب كل معركة إذا لم تنهار بجسدها الثقيل ».

## مشروع
صممها جنرال المهندسين البحريين (Edoardo Masdea) ، وكانت أول سفينة إيطالية مدرعة من عيار واحد. و قد تعاون في مشروع الوحدة الجنرال (جوزيبي روتا) ، المدير الأول للدبابات البحرية في لا سبيتسيا .
التسلح الرئيسي : اثني عشر بندقية من 305ملم تم وضع في أربعة أبراج ثلاثية ، وهي أول وحدة في العالم تتخلى عن التكوين الكلاسيكي للبندقية في الأبراج المزدوجة للتسليح الرئيسي.
مثل السفن الحربية الإيطالية الأخرى ، كانت تتميز بالسرعة الجيدة ، والتي حصلت عليها أيضًا على حساب الدروع ، والتي كانت لديها سمك أقل قليلاً من السفن المتماثلة التابعة للبحرية الرئيسية الأخرى.

## الدفع
تم توليد الدفع عن طريق البخار من ثلاثة و عشرون غلاية ، منها سبعة عشر تغذيها الفحم و ستة بالنافتا، والتي يغذي بخارها ثلاث مجموعات توربينية. والتي تنشط أربعة أعمدة مع مراوحها . تبلغ قوة قدم المحرك اثنين و ثلاثين حصان, مما يسمح للوحدة بالوصول إلى سرعة ثلاثة و عشرون عقدة ، بمدى يصل إلى خمسة آلاف ميل بسرعة عشرة عقدة. كانت هناك أربعة أقماع ، كل زوجين اثنين في مجموعتين ، واحدة في الأمام وواحدة في الخلف. في عام 1923 تم تحويل جميع الغلايات إلى النافتا.

## خدمة
على الرغم من وظيفتها خلال الحرب العالمية الأولى ،كانت مسيرة دانتي أليغيري المهنية خالية من الأحداث الهامة.
السفينة ، تم إطلاقها في عشرين أغسطس 1910 ودخلت الخدمة في الخامس عشر من يناير 1913 ، و استلمت علم المعركة في ميناء لا سبيتسيا في السادس و عشرون من يناير 1913 من إلديغارد أوكيلا ، رئيسة اللجنة النسائية لجمعية دانتي أليغيري . قامت السفينة فور دخولها الخدمة برحلة بحرية في المحيط الأطلسي ، حيث مرت، بجبل طارق ، ملامسة موانئ داكار في السنغال ، وفونشال في جزيرة ماديرا ، وبونتا ديلجادا وفيغو ، ثم قامت بتنفيذ أنشطة جماعية ورحلات بحرية في البحر الأبيض المتوسط .

## الأصناف المتعلقة
- فئة كونتي دي كافور
- كايو دويليو الدرجة (بارجة 1913)